# Critérium International 1994
Il Critérium International 1994, sessantatreesima edizione della corsa, si svolse dal 26 al 27 marzo su un percorso di 299 km ripartiti in 3 tappe, con partenza a Châteauneuf-du-Pape e arrivo ad Avignone. Fu vinto dall'italiano Giorgio Furlan della Gewiss-Ballan davanti allo svizzero Tony Rominger e al russo Evgenij Berzin. Si trattò della prima vittoria di un ciclista italiano nella storia di questa competizione.

## Tappe
| Tappa  | Data     | Percorso                                  | km    | Vincitore di tappa | Leader cl. generale |
| ------ | -------- | ----------------------------------------- | ----- | ------------------ | ------------------- |
| 1ª     | 26 marzo | Châteauneuf-du-Pape > Pertuis             | 191,5 | Eddy Bouwmans      | Eddy Bouwmans       |
| 2ª     | 27 marzo | Pernes-les-Fontaines > Sommet de Vidauque | 94,5  | Giorgio Furlan     | Giorgio Furlan      |
| 3ª     | 27 marzo | Avignone > Avignone (cron. individuale)   | 12,5  | Evgenij Berzin     | Giorgio Furlan      |
| Totale | Totale   | Totale                                    | 299   |                    |                     |

## Dettagli delle tappe

### 1ª tappa
- 26 marzo: Châteauneuf-du-Pape > Pertuis – 191,5 km

| Pos. | Corridore            | Squadra   | Tempo    |
| ---- | -------------------- | --------- | -------- |
| 1    | Eddy Bouwmans        | Novemail  | 4h41'08" |
| 2    | Laurent Jalabert     | ONCE      | a 4"     |
| 3    | Armand De Las Cuevas | Castorama | s.t.     |

| Pos. | Corridore     | Squadra  | Tempo    |
| ---- | ------------- | -------- | -------- |
| 1    | Eddy Bouwmans | Novemail | 4h41'08" |

### 2ª tappa
- 27 marzo: Pernes-les-Fontaines > Sommet de Vidauque – 94,5 km

| Pos. | Corridore      | Squadra       | Tempo    |
| ---- | -------------- | ------------- | -------- |
| 1    | Giorgio Furlan | Gewiss-Ballan | 2h29'08" |
| 2    | Tony Rominger  | Mapei-CLAS    | a 35"    |
| 3    | Evgenij Berzin | Gewiss-Ballan | s.t.     |

| Pos. | Corridore      | Squadra       | Tempo |
| ---- | -------------- | ------------- | ----- |
| 1    | Giorgio Furlan | Gewiss-Ballan |       |

### 3ª tappa
- 27 marzo: Avignone > Avignone (cron. individuale) – 12,5 km

| Pos. | Corridore            | Squadra       | Tempo  |
| ---- | -------------------- | ------------- | ------ |
| 1    | Evgenij Berzin       | Gewiss-Ballan | 14'22" |
| 2    | Tony Rominger        | Mapei-CLAS    | a 3"   |
| 3    | Armand De Las Cuevas | Castorama     | a 8"   |

| Pos. | Corridore      | Squadra       | Tempo    |
| ---- | -------------- | ------------- | -------- |
| 1    | Giorgio Furlan | Gewiss-Ballan | 7h25'01" |
| 2    | Tony Rominger  | Mapei-CLAS    | a 16"    |
| 3    | Evgenij Berzin | Gewiss-Ballan | s.t.     |

## Classifiche finali

### Classifica generale
| Pos. | Corridore            | Squadra                      | Tempo    |
| ---- | -------------------- | ---------------------------- | -------- |
| 1    | Giorgio Furlan       | Gewiss-Ballan                | 7h25'01" |
| 2    | Tony Rominger        | Mapei-CLAS                   | a 16"    |
| 3    | Evgenij Berzin       | Gewiss-Ballan                | s.t.     |
| 4    | Alberto Elli         | MG Boys Maglificio-Technogym | a 50"    |
| 5    | Claudio Chiappucci   | Carrera-Tassoni              | a 1'22"  |
| 6    | Armand De Las Cuevas | Castorama                    | a 1'29"  |
| 7    | Francesco Casagrande | Mercatone Uno-Medeghin       | a 1'33"  |
| 8    | Stéphane Heulot      | Banesto                      | a 1'47"  |
| 9    | Laurent Jalabert     | ONCE                         | a 1'53"  |
| 10   | Stefano Colagè       | ZG Mobili-Selle Italia       | a 1'59"  |